# Камп Вуд (Тексас)
Камп Вуд (енгл. Camp Wood) град је у америчкој савезној држави Тексас. По попису становништва из 2010. у њему је живело 706 становника.

## Демографија
Према попису становништва из 2010. у граду је живело 706 становника, што је 116 (14,1%) становника мање него 2000. године.
| Група             | 2000.       | 2010.       |
| Белци             | 487 (59,2%) | 427 (60,5%) |
| Афроамериканци    | 1 (0,1%)    | 5 (0,7%)    |
| Азијати           | 3 (0,4%)    | 0 (0,0%)    |
| Хиспаноамериканци | 326 (39,7%) | 255 (36,1%) |
| Укупно            | 822         | 706         |